# XXXV Corpo d'armata (Regio Esercito)
Il XXXV Corpo d'armata è stato una grande unità militare del Regio Esercito durante la seconda guerra mondiale, impegnata nella campagna di Russia, formata dalla ridenominazione del CSIR.

## Storia
Il XXXV Corpo d'armata venne costituito a Cremona il 1º giugno 1939 come Corpo d'armata autotrasportabile al comando del generale di divisione Remo Gambelli, che ne lasciò il comando il 10 novembre 1939 ad interim al generale di brigata Silvio Bonini comandante dell'artiglieria della grande unità. Il 1 dicembre 1939 ail comando venne assunto dal generale di divisione Francesco Zingales, promosso al grado di generale di corpo d'armata il 31 maggio 1940, con anzianità digrado retroattiva al 1º gennaio 1940. Il Corpo d'armata autotrasportabile ha inizialmente inquadrato alle sue dipendenze le divisioni di fanteria autotrasportabili "Pasubio" e "Piave" e il 10 giugno 1940, giorno dell'entrata in guerra dell'Italia nel secondo conflitto mondiale venne inquadrato nella 6ª Armata nella sede di Vicenza.

### Invasione della Jugoslavia
Dopo avere ricevuto nel mese di luglio 1940 alle proprie dipendenze anche la Divisione "Torino" e nei primi mesi del 1941 essere passato alle dipendenze della 2ª Armata a sua volta ulteriormente potenziata anche con il Corpo d'armata celere. il 6 aprile 1941 venne inquadrata nella grande unità anche la Divisione corazzata "Littorio", in vista dell'imminente invasione della Jugoslavia, alla quale il Corpo d'armata autotrasportabile prese parte dal 10 aprile, facendo rientro in Italia ai primi di maggio.

### Campagna di Russia
Il 10 luglio, per esigenze operative, assunse il nome di Corpo di spedizione italiano in Russia (CSIR) con le Divisioni "Pasubio", "Torino" e 3ª Divisione celere "Principe Amedeo Duca d'Aosta" e venne inviato nell'estate del 1941 come contingente a fianco delle forze tedesche impegnate nell'operazione Barbarossa sul fronte orientale contro l'Unione Sovietica, inquadrando alle proprie dipendenze la 9ª Divisione fanteria "Pasubio", la 52ª Divisione fanteria "Torino" e la 3ª Divisione Celere "Principe Amedeo Duca d'Aosta", le prime due appiedate nonostante la qualifica di "autotrasportabili" e la 63ª Legione CC.NN. d'Assalto "Tagliamento", di circa 2 000 uomini al comando del console Niccolò Nicchiarelli oltre al Comando aviazione.
Durante le marce di trasferimento del CSIR verso il fronte, a causa del peggiorare delle condizioni di salute del generale Francesco Zingales, il 17 luglio il comando della grande unità venne assunto dal generale Giovanni Messe.
Inizialmente inquadrato nell'11ª Armata tedesca e rotto il fronte, le unità del CSIR con una veloce manovra in direzione sud-est combatterono portandosi dal 10 al 12 agosto a Moldawka e raggiungendo il 6 settembre Dnipropetrovs'k. Il 18 settembre il CSIR attaccò le posizioni russe lungo il fiume Orel', occupando Petrikowka, dopo una lotta accanita protrattasi fino al 30 settembre; impiegato in ampie manovre di inseguimento dei reparti sovietici in ritirata, il 20 ottobre raggiunse la zona di Stalino e dal 6 al 12 novembre attaccò le posizioni russe di Nikitovka.
Nel 1942 il CSIR passò alle dipendenze della 1ª Armata corazzata tedesca e dal 18 al 25 gennaio venne impegnato in una battaglia difensiva e tra la fine di gennaio e il mese di marzo venne potenziato con nuove unità giunte dall'Italia: Battaglione "Monte Cervino", 6º Reggimento bersaglieri, 120º Reggimento artiglieria. Il 4 giugno 1942 il CSIR passò alle dipendenze della 17ª Armata tedesca e nella seconda quindicina di maggio un attacco nella zona di Izjum terminò con il completo successo italiano.
Il 9 luglio 1942 il CSIR entrò a fare parte dell'8ª Armata (ARMIR) e la sua denominazione venne mutata in XXXV Corpo d'armata. Fino a quel momento il CSIR, su un totale di circa 62000 uomini, aveva avuto oltre 1600 morti, 5300 feriti, più di 400 dispersi e oltre 3600 colpiti da congelamento cedendo la Divisione "Torino" e la 3ª Divisione celere al XXIX Corpo d'Armata tedesco e inquadrando alle proprie dipendenze la 298ª Divisione di fanteria tedesca.
Il XXXV Corpo d'armata prese parte dal 9 all'11 luglio a una azione nella zona di Nikitovka. Il 25 luglio alcune unità del Corpo attraversarono il Donec raggiungendo Millerovo, mentre altri reparti si attestano sul Don alla confluenza con il fiume Chopër.
Dal 30 luglio al 13 agosto sostenne violenti combattimenti sulle rive del Don presso la testa di ponte di Serafimovič dove le truppe sovietiche opposero maggiormente resistenza. Il 20 agosto i sovietici, nell'intento di alleggerire la pressione su Stalingrado, diedero inizio alla prima offensiva del Don che coinvolse anche le unità del italiane. Dopo iniziali successi dei sovietici, la linea difensiva si stabilizzò a sud del corso del Don. I combattimenti, protrattisi sino al 1º settembre interessarono il settore del Corpo d'armata formato dalle Divisioni "Sforzesca" e 3ª "Celere" del XXIX Corpo d'Armata tedesco, e dalla "Pasubio". Il 1* novembre 1942 il comando del XXXV Corpo d'armata venne assunto dal generale Francesco Zingales al posto del generale Giovanni Messe.
L'11 dicembre le forze russe attaccarono il settore del Don tra Ogolewke e Abrossimowo tenuto dal XXXV Corpo d'armata. Le unità del XXXV Corpo d'armata resistettero fino al 18 dicembre, quando i russi rompettero il fronte. Lo stesso giorno ebbe inizio il ripiegamento che portò i resti del XXXV Corpo d'armata il 22 dicembre a Kijevskoje, il 29 dicembre a Nikolajev e il 31 dicembre a Belaja Kalitva, sul Donec.
Alla fine di marzo 1943 il Comando del XXXV Corpo d'armata fece il suo rientro in Italia e viene dislocato nella zona di Bolzano dove venne sciolto l'8 settembre in seguito agli avvenimenti determinati dall'armistizio.